# Проспект Михайла Грушевського (Чернігів)
Проспект Михайла Грушевського — вулиця міста Чернігів. Одна з основних вулиць Деснянського району Чернігова. Починається від площі П'ять кутів, перетинає Кільцеву та Олександрівську вулиці і йде на північ до меж Чернігова.
Вулиця переважно забудована індивідуальними приватними будинками та п'яти- і дев'ятиповерховими житловими будинками.

## Історія
Вулиця існувала в місті ще з XVIII ст. проте за кілька століть була кілька разів вкорочена на півдні і подовжена у північно-східному напрямку. За інформацією поданою в Енциклопедичному довіднику 1990 року до ХХ ст. вулиця мала назву Вознесенська, що походить від назви церкви, біля якої вулиця починалась (сучасний перетин вулиці О. Молодчого та вулиці Шевченка) і простягалась  до площі П'яти кутів, пізніше — не далі околиць сучасної школи №5. Проте за планом міста, укладеним у 1908 році, Вознесенська вулиця мала початок біля сучасного військового госпіталю за адресою Гетьмана Полуботка 40, простягалась повз площу П'яти кутів до злиття з вул. Петербурзькою (сучасна вул. О. Молодчого) де переходила у Халявинський тракт. 
Назву вулиця 1 травня отримала у 1919 році, а сучасне планування розпочате у 30-х рр. ХХ ст. коли вулиця була вкорочена, починаючись від П'яти кутів і подовжена по Халявинському тракту.
21 лютого 2023 року з метою проведення політики очищення міського простору від топонімів, що звеличують, увіковічують, пропагують або символізують Російську Федерацію та Республіку Білорусь, перейменована на честь Михайла Грушевського і стала четвертим проспектом міста.

## Об'єкти
На проспекті Михайла Грушевського в Чернігові розташована деяка кількість громадських будівель і приміщень державних і міських органів влади, об'єктів міської інфраструктури і комфорту, зокрема закладів освіти — школа № 5 та інтернат для дітей із особливими потребами та медицини — пологовий будинок Чернігівської міської ради, чернігівська міська лікарня №2, травматологічний пункт міської лікарні №2 та 3-я міська лікарня.